# 少子化

2024年世界生育率，逐漸下降下多數主要經濟體呈現藍色，意味著或將無法完成世代更替。

少子化（Sub-replacement fertility）是指生育率降低，導致幼年人口比例逐漸減少的現象。少子化有正面與負面的影響。它代表著未來更充裕的資源分配，解放更多的下一代，勞動人口可能有逐漸變少的趨勢，對於環境承載力、永續發展、生態環境、氣候、社會結構、經濟發展等各方面都可能會產生重大影響。世界上的國家或地區的人口密度相差懸殊，在人口增減上的利益不一致，對少子化概念相關的看法與邏輯顯然亦不能一致，每個社會應該根據自己的具體情況剖析少子化的議題，而不是盲從。
一些科學家認為，人類過度使用資源會降低整體的環境承載力。而科学数据表明，在全球范围内人类生活超出了地球的承载力，而这种情形无法无限持续下去。相关证据在千禧年生態系統評估、生態足跡账户和地球限度研究中都得到了详细介绍。少子化可以舒緩這種緊張情勢，不需要超出環境負荷便能養活人群。少子化也可以緩和人口過多所造成的人口密度過高的情況，進而改善因资源稀缺和過度擁擠的生存環境所导致的壓力、競爭、冲突、诱发战乱、使部份人群更容易受到傳染病感染等問題。
如果新一代增加的速度遠低於上一代自然死亡的速度，更會造成人口不足，所以少子化是某些國家（特別是已開發國家）關心的議題。由於已開發和部分發展中國家的生育率與死亡率幾乎都低，所以從相對的角度來看，少子化就意謂著高齡人口相對變多，即人口老化，因此這兩個常常是指相同現象的名詞也有人將其合而為一，變成「少子高齡化」，近年來隨著經濟多元發展，一些生活水平大幅提高的開發中國家在還未達到已開發國家的門檻也開始出現了可能是「高齡化」或「少子化」甚至兩種同時出現的現象，少子化也不再僅限於東亞、東歐巴爾幹及西歐，甚至在鼓勵生育的保守國家（例如伊朗）亦受到此議題的影響，可見此現象已逐漸成為全球性的議題。

## 語源
「少子化」原為日文，由於日本是世界上經濟發展快速的國家之一，國家開發程度較高，社會轉型進入工商業的現象不僅明顯而廣泛，已婚家庭與生育上要面對緊張的工作環境問題。於是日本有企業底層的上班族就自嘲是「社畜」（最早出现在1990年代的日本，随后在东亚逐渐流行），源於會社與家畜，意思為「公司的牲畜」，這些社畜為了企業而放棄身為人類的尊嚴，不論是否為上班時間，拚命賣力地為著企業效勞，睡眠、饮食和與家人朋友社交都草草了事，減退了育兒的動機，並錯過生育的機會。因此日本也較早去關注少子化的議題，相關研究亦較為深廣，故後來逐漸遇到相同問題的中國等漢字通行區，便直接引入此外來語作為指稱。
日本描述少子化，就字面意義來看是敘述子女減少的過程正在進行中，也是經過觀察後所定義的名詞。自然來說，以活體胎兒誕生於世界的人類個體愈少，並形成一個長期趨勢，就足以符合少子化的意義。

## 正面影響
少子化的優點一部份與改善人口過剩的問題相關。因為少子化造成的人口減緩是非常緩慢的，少子化數代以後，會開始產生正面意義。

### 生命痛苦消除
從蕭沆的論述可以了解到少子化的趨勢有利於讓更多的後代擺脫生命中一切的痛苦與不幸：
我為自己感到自豪的唯一理由，就是在即將迎來20歲的早年，我意識到人是不應該生孩子的。... 使無辜的人繼續背負你的缺陷，迫使別人重過一遍你的經歷，使他們走上可能比你的更為嚴酷的十字架之路，這是犯罪。我無法同意將生命賦予一個將要繼承你的不幸和苦難的孩子。
反出生主義是否定生殖，否定在這個世界上擁有孩子的哲學立場和倫理觀點。雖然蕭沆並沒有在理論層面主張反出生主義，但他一貫認為人還是不出生為好。少生一個孩子，就相當於進一步實踐與貫徹了反出生主義。
人類自願滅絕運動組織創辦人樂斯·奈特（Les U. Knight）认为，如果把资源消耗在不断增长的人口上而不是用来解决已经存在的问题，人类的生活标准将会恶化:158。如果停止繁殖，那么人们就能把資源用在其它领域。奈特坚称：“如今，生育就是事实上的虐待儿童。”:158，他建议渴望孩子的人们选择收养。停止繁殖是利他主义的选择，是避免非自愿性人类痛苦的有效方式。
歐美的研究顯示，對父母而言養育孩子并不全然都是快乐的體驗。對於有孩子的夫婦，他們更有可能經歷重大的起伏，生活中有很多快樂，但同時也伴隨更多的壓力與負面情緒。對於沒有孩子的夫婦，他們反而會比有孩子的夫婦對婚姻關係更滿意，並付出更多的努力來維持他們的關係。整體而言有無孩子的幸福度差異不大，有了孩子人生並不會更圓滿。

### 環境負擔降低
由於現代人的生活過度消耗資源，造成了污染與環境的損害。人類活動是溫室氣體排放的重要原因之一，特別是能源和交通運輸所產生的排放，會造成全球暖化與極端天氣。有些溫室氣體排放是自然發生，但人類是導致溫室氣體排放速率增加的罪魁禍首。而人口減少將使消耗減少，污染的製造降低，自然保育地將有可能恢復釋出。

### 糧食緊張解除
過剩的人口將消費過多的糧食，勢必得與大自然爭奪所剩不多的可耕土地，以確保糧食安全。少子化則可以舒緩這種緊張情勢，不需要生產超出環境負擔的農林漁牧產物，便能養活人群，也就不需要因為飲食而造成環境的傷害。少子化也降低掉進馬爾薩斯人口陷阱的可能性，進而遠離貧困、饑荒或戰爭的災難與劣勢。

### 社會衝突減少
人與人相處時，不一定總是意見相同與和諧共處，難免會有人際衝突。當都市的人口過多，人與人之間的緊張、摩擦、倫理問題會成為十分尖銳的社會問題，而且資源分食與教育失衡的結果，失業、凶殺、掠奪、性犯罪會層出不窮，將嚴重侵蝕社會的穩定。少子化將能有助解決未來人類的社會性問題。

### 資源分配充裕
減少了人口的分食效應，資源便能平均給所有人享用，不論是教育、就業機會、實體資源，都能更為以優質的型態普及於大眾，降低階級落差。適當的人口密度能夠保證良好的居住、衛生及經濟條件。

### 房地價格合理化
需求與投機過度的房地產價格，源自於人口過剩，過多的人口都有居住的需求，房地價格便會畸形地暴漲，引發社會動盪。少子化長期來看，使房地需求減少，對於想居住於自有屋的人而言，便不用背負沉重的房屋貸款，就能實現居住於自有屋的理想。不過亦有房價低但生育率也低的現象，人口統計學家威廉·克拉克（William Clark）認為，房價的影響是將生育率（尤其是第一胎）推遲幾年，而不是導致生育率的全面下降。推遲生育將提高母親的受孕年齡而增加高齡產婦相關問題的可能，如：提高孩子罹患唐氏症的風險，提高母親罹患心臟病、腎臟病、糖尿病或女性不孕症的風險，提高流產、早產或胎盤早期剝離的風險等，可能進一步對家庭的生活品質與經濟造成深遠的負面影響。

### 教育趨向優質
少子化使學生少，教師的責任就相對加重，必須將每個學生的程度都能提升，也更需要努力地提升教育水準。舊有的低成本照本宣科與紙筆測驗，將不符合時代需要，應當設計更活潑、符合全人發展的課程，才能啟發學生。

### 減少未來老人照護成本
少子化意味未來百餘年之後，未來的老人已經不需要投入天文數字的資源來照護，可以將更多的設備與資源、金錢，改善其他方面的醫療技術。

## 負面影響

### 國家政策的影響

#### 民生
少子化的另一個影響將反映在政治決策上。
長期來說，所有勞動力都會因為人口減少而有程度不等的減退，尤其以人力需求強的工作受到勞力不足的影響最大。

### 各行各業的影響
少子化意味未來人口的減少，許多社會的運作都依賴人方可推行，少子化的發生將會造成影響。但是生育並不能在短期內看到效果，現在冀望透過生育政策解決人口負成長所造成的勞動力不足問題，其實是緩不濟急。部份國家會加強招募外籍勞工以補充缺少的本地勞動力。改善就業環境，在兼顧生活品質下，使低度就業的婦女與健康的失業人口與高齡人口願意投入勞動力市場，也是緩解勞動力人口萎縮衝擊的重要方法。將45歲以上的族群稱為壯世代，商業周刊與104人力銀行合作進行「DEI壯世代百強企業」大調查，評選出的百強企業，他們近3年平均每股盈餘（EPS）皆為正成長，也顯示即使企業實現壯世代友善，依然能創下優於同業的業績表現。他們邀約45歲以上求職者面試的比率，更比一般企業平均值多出4.25倍。
就短期而言，顯著被影響的行業有：育嬰產業(如嬰幼兒用品供應商，玩具業)、出版業(以兒童讀物（圖畫書、繪本等等）、（乳）酪農業(雖會面臨幼童市場的衰退，但仍可轉型入成人市場)、婦幼醫療業(如小兒科，婦產科)、小学、初中、高中、大學、補習班。

#### 育兒相關行業
育嬰與玩具產業勢必得轉型，例如兼營遊戲軟體業、一般成衣批發、一般家具銷售、事務性文具經銷、廣齡性娛樂商品等。嬰幼兒用品實為專一的產業，如不能即時開闢新的行銷領域，衰退的速度可能是最快的，儘管少子化前中期可以賺取愛子女心切家長的利基。

#### 幼兒出版相關行業
少子化對出版業的衝擊程度不甚大，因為轉型容易，可改銷售更合乎大眾胃口的書籍。但以編輯中小學教科書、測驗卷、參考書、童書的出版社受到的損傷最大，時間延長後，對編輯青少年刊物的出版商也會產生影響。

#### 幼兒食品相關行業
少子化對乳（酪）農業的衝擊是最微小的，奶粉、乳酪的需要幾乎是不間斷的，即使沒有兒童消費，許多人對牛奶的需要也甚為普及。流行的食品如麵包、披薩（義式麵餅）、西點都少不了牛乳製品，成人配方的機能性奶粉也十分符合大眾對營養的需要，除非人口嚴重負增長，否則不會有太大影響。

#### 幼兒醫療相關行業
小兒科與婦產科無疑是少子化風潮下的苦主輸家。出生率下降，孕婦少了，接生生意也就流失了利基；小兒科因為沒有孩童看診，經營危機會迅速浮現。目前在臺灣，婦產科必須轉型成整型外科、泌尿科，甚至驗屍法醫，小兒科也必須轉型成家庭醫學科才能生存。而在另一方面，由於婦女在中年後容易出現婦科問題，她們在年輕時因為種種原因而沒有懷孕，也就是沒有提供婦產科醫師工作機會，當她們到了中年需要婦科醫師時，會發現缺乏醫師。

#### 其他相關各行各業
少子化造成中期影響會擴及工商服務與軍人公務界。但影響未必反映在人數，而是素質；由於過少的新進人口，單位在人才甄選上必須「照單全收」，同額錄取或從缺的可能性變大，素質也會因為參照母數偏低而漸降。若反映在國家考試，將無法選出堪用的公務人員、行政警察與專業技師。

## 全世界的少子化議題
一些研究指出，全球範圍內的科技創新速率在1873年達到頂峰之後，便開始趨緩直到現在，已開發國家的經濟與技術水準發展變慢，是處於一個接近停滯而非加速的狀態，這樣的趨勢符合報酬遞減法則。
亞洲部份國家或地區，在教育、制度與文化的影響之下，造成廣泛的大眾產生較為單一且不夠多元的同質化思想，以相似的價值觀作為成就的評價標準，導致過多的人將這些相似的成就當作是學業與工作努力的方向，前途與發展受到同質化的限縮之下，引起了非常激烈的競爭。勞工為了在競爭中取勝而發生削價競爭、惡性競爭或逐底競爭的行為，而造成僧多粥少內捲化的發展。低薪、高工時、過勞常態化，形成「上班打卡制，下班責任制，加班無薪制」的現象。受到工作嚴重影響使得生活不易，於是又再進一步降低了生育意願。南韓、日本、中國大陆、臺灣都是中情局2023年预测生育率最低的前20名國家或地區。
新冠疫情破壞了職場的常態，在這個機緣下人們思考工作的方式也產生了改變。2021年當疫情逐漸趨緩，商家敞開原本緊閉的大門，然而企業主卻意外地發現，職缺比以往更難填補，而原本的員工似乎更不遲疑地選擇離職，這個現象稱為「大辭職潮」。在同一時期的中國，「躺平主義」迅速在網路上引起高度關注，原本就接近停滯的全球經濟問題，經不起疫情的刺激而促成躺平主義的崛起。中國年輕人厭倦了煎熬的職場，不再相信努力與折磨的盡頭有什麼昇華與救贖，所以就躺平了，不努力也是一種反抗。躺平的具體內涵包括“不买房、不买车、不谈恋爱、不结婚、不生娃、低水平消费”、“维持最低生存标准，拒绝成为资本家赚钱的机器、被资本家剥削的奴隶”。太平洋對岸的美國對躺平也有所共鳴，一個YouTube創作者對著鏡頭說：「剛畢業的時候為了升職，工作就是我生活的全部，但是我開始懷疑，為了工作而活，會不會只是對公司有利的一種信仰。」，而作家羅森布在《紐約時報》上寫：「不只是中國的千禧世代體悟到工作是虛假的偶像，我同樣也是」。躺平的人倾向于放弃奋斗，不再追求高收入、高消费、高房价的生活，导致结婚率和生育率下降，也成為少子化的原因之一。
隨著俄烏戰爭以哈戰爭等嚴重衝突爆發，進一步打擊全球經濟、農產品和能源價格飆升、全球通貨膨脹率推升至1970年代的最高水平，對各國民生及經濟構成影響。通貨膨脹使生活成本增加，在社會上謀生不易，成為英國、美國、日本不少家庭面臨到問題，而再度助長了少子化的發展。

### 新加坡
新加坡為了解決少子化的問題，每年編的預算高達二十億新幣，且讓夫妻擁有房屋優先購買權。在新加坡，中等收入的家庭生一個小孩，七歲前可獲得政府十四萬新幣的津貼。

### 日本

日本生育率

日本少子化的歷史可以從根源推自1950年代末期經濟起飛，來尋找因社會經濟發展而造成生育減少的脈絡。自50年代末期以降，社會為了擺脫日本二戰投降戰敗的陰影，十分專注於經濟發展，而且受到本身強烈的群體主義文化的影響，公司的業績與個人的發展成為社會所看重的核心價值，稍有一些時間與體力沒有跟上社會的腳步，就會落入競爭的輸家，因此以工商服務為主體的日本社會，在1970年代中後期取得經濟的極大成就後，也付出了犧牲家庭經營的代價。遠不同於戰前的日本社會，過去日本是以農業做主體，人力成為農業經濟的核心，而且不需要以晚歸來增領加班費；但工商業化的日本，為應付極端緊張的競爭壓力或為了領取加班薪資，更多的人選擇留在公司而延後返家。就長期而言，為了追求職場上的成功，延遲戀愛婚育的人愈來愈多，當更多的人對減少生育、拒絕成家產生容忍甚至贊成的態度時，少子化就形成了。
1990年代伊始，日本經濟發展趨緩，適齡未參與職場的青年變多，這群對於舊價值觀及龐氏騙局產生了反抗的青年族群成為社會主流；加上房價高漲、社會不安、經濟局勢動盪，愈來愈多的人拒絕或不敢成家，對育兒的期待變得更為低落，特別是工作派遣化、女性職場地位的上升，使得家庭制度難以維持。此外，醫學發達令人們對育嬰的急迫感變得「無所謂」，舊有「傳宗接代」、「養兒防老」也被視為落伍；職場也將生子當做退出職涯發展的表徵，這些社會因素壓迫心理而形成的現象，很快就會反映在生小孩的數量。
日本內閣目前的少子化對策，除了專責設置「少子化擔當大臣」之外，也開始加強托育政策，並加發育嬰津貼，試圖營造放心生小孩的環境。但這些政策將耗費更多的資金，勢必得舉債行政，而且更多人即使有錢，也拒絕成家生子，遑論沒有經濟基礎的年輕人。目前日本政府打算從職場、社會信心、兩性關係等根部問題解決，畢竟兩性不能建立穩定的信任關係，年輕人努力很少表現在薪資上，就無從誘導生育與成家。此外還有加强不孕治療的補貼，2020年日本有超過5萬名嬰兒為體外受精出生，佔出生人數16分之一。
日本也是世界上第一個將新生兒減少視為嚴重社會問題，而決定以實務面對的國家；雖然人類歷史上早就有對於婚姻生育的教導與提醒（非日本人首倡的觀念，如聖經創世紀中的「生養眾多」），但還遠不及對於少子化有直接的憂慮。日本政府對少子化的憂心，某種程度上在於：日本的經濟與社會完全無法脫離對日本本土客戶的需求，而日本的企業與政府設施，包含學校教育，受制於其民族性格與對文化、規格的堅持（例如日本的汽車、電化產品有其特殊規格，無法銜接國際標準，造成維修困難），以及右翼保護主義，而無法全力推展輸出；當少子化開始被注意時，已經成立的設施早就面臨無法維繫的窘境（例如高中職、大學倒閉、地方型企業經營不善等），社會也開始因為流失的消費人口面臨經濟停滯（所謂的「失落的10年」），政府才開始迫於情勢而覺醒。畢竟日本是個公認長達半個世紀的經濟大國，若因為少子化而造成社會經濟崩潰，將嚴重動搖國民對國家的信心。
目前日本少子化問題越來越嚴重，已經連續9年自然減少，2016年日本厚生勞動省公布日本人口減少創紀錄，人口下降了29.4萬人。新生兒數量為100.8萬人。去年死亡人數為130.2萬人。

### 臺灣
臺灣是全球人口密度最高的地區之一。內政部營建署統計，台灣地區每100人中，有78人住在都市計畫區內，且都市計畫區只占國土的12％，也就是說全台近八成的人口全都擠在約一成的國土裡，非常擁擠。都市計畫區內每平方公里人口密度高達3,886人，如果剔除具有特殊目的的特定區計畫（如林口新市鎮等已開發或正在開發的新市鎮），每平方公里人口密度更高達6,665人，相當擁擠不堪，生活環境品質相對不佳。依據都市計畫法第四十五條規定，公園、體育場所、綠地、廣場及兒童遊樂場（即遊憩設施），除有特殊情形外，其占用土地面積不得少於全部計畫面積的10％；不過，全台22縣市的遊憩設施面積，完全都不符合這項規定。而少子化有助於減少人口增長或減少總人口，從而改善嚴重的人口稠密問題與提升民眾生活品質。
不過，成家津貼、降低小孩學費、打房、穩定有尊嚴又不至於嚴重過勞的工作，可以減少少子化。夫妻中只要一人是工作穩定性、勞動條件及生育補助較佳的軍公教，生育率就會較高，儘管如此，國家仍須繳納大量稅金以供養軍公教族群，影響國家財庫危機。政府每年需撥500億預算去彌補軍公教退休撫卹缺口，其中還不包括水電減免、旅遊補助等多項福利金。。
2020-22年死亡人數大於出生人數，人口連續負成長，導致臺灣部份大學招不到學生而退場。詳見：臺灣大專院校退場。

### 巴爾幹各國
自從冷戰結束及原巴爾幹執政的共產政權下台之外後幾乎所有巴爾幹半島國家的生育率都出現急速下降，波斯尼亞、阿爾巴尼亞和克羅地亞是首三個生育率最低的巴爾幹國家，生育率只有1.2至1.4左右。而保加利亞人口下降比例更是全球之冠，短短35年之間就減少了26%左右的人口，

### 南韓
南韓少子化問題漸漸顯現並持續。2023年5月30日，女性家庭部和南韓青少年政策研究院聯合發佈的統計顯示，2023年青少年人口為791.3萬人，佔總人口15.3%，不及40年前1983年的36.8%（即1419.6萬人）的一半，較2022年的15.8%下降0.5個百分點。美國傳媒CNN分析認為包括要求較高的工作文化、工資停滯、生活及教育成本上升、房價飆升等因素會令當地生育率下降；加上社會對單親父母或未婚懷孕存有不滿和嚴格的態度，令人們傾向不生育。

### 泰国
泰国《曼谷邮报》2013年报道，泰国马奚杜大学(Mahidol University)人口社会研究所统计显示，泰国在1970年以前平均每个妇女生下超过6胎，现在只生下1.6胎。泰国生育率记录创历史新低。泰国国家统计局2013年调查指出，泰国15岁以上的单身女性占21%，过去45年来，每年有超过100万个婴儿出生登记，但去年登记数少于80万人。
调查显示，都市女性比乡村女性更倾向于维持单身。曼谷市民中有30%的女性没有结婚，越来越多夫妻也放弃了生小孩的打算。由于生育率低，泰国学者预估未来社会将面临劳力短缺，15岁到59岁的劳动年龄段人数将从2010年占泰国人口67%跌到2040年的55.1%。
泰国2005年就被列为正在老龄化的社会，超过60岁以上的人占总人口的10%，预估2027年会达到20%，成为真正的老龄化社会，2031年超过65岁的人口达20%，就会被列为超级老龄化的社会。东南亚国家中，只有新加坡的生育率（平均每名妇女1.2胎）低于泰国，泰国的三个邻国缅甸、柬埔寨和老挝女性人均生育均超过3胎。

### 伊朗
英国《每日电讯报》2012年报道，出于对人口增长率（1.2%）明显低于阿拉伯国家和以色列的担忧，伊朗已经废除计划生育政策，希望能够迎来一个“婴儿潮”，令伊朗人口增加一倍。
在两伊战争期间，伊朗人口总数由1976年的2580万增加1986年的4958万，接近翻番。伊朗政府在90年代初实行控制生育政策，由其已故最高领袖霍梅尼下令执行。两伊战争前，他曾大力鼓励国民生育以制造战士，但战争结束后，他认为现有的经济规模养不活那么多人口。
2009年联合国公布的数据显示，伊朗是1980年以来全球生育率下降最大的国家之一，从原先一名女性平均生育7个子女到如今的平均每位女性生育1.6个子女。伊朗社会学者估算，以目前的生育率，到2094年，伊朗人口将从现在的7500万降至3100万，同时47%的人口将大于60岁。
2014年8月，伊朗议会投票通过了一项禁止永久性避孕措施的法案，这被认为是落实伊朗最高领袖哈梅内伊此前提高伊朗生育率的呼吁。根据这项法案，伊朗将全面禁止男性的输精管切除术以及女性绝育的相关手术。然而，由于伊朗遭受制裁和油价不断下跌而导致的经济萎靡，伊朗年轻人的生活压力日益增大，使得这一政策在民间遭致不少人的非议。

### 德国
德国联邦统计局于2011年公布的数字显示，德国每名妇女平均生育1.39个孩子，达到了1990年以来的最大值，而当时每名妇女平均拥有1.45个子女。2010年德国拥有68.7万名新生儿，比上一年增长了1.3万。与此同时15至49岁具有生育能力的妇女由1870万下降到1840万。而更多的妇女选择生育第二、第三个孩子。二、三胎的增长甚至超过了第一胎。
德国东西部的生育率存在较大差距，西部不到1.39，东部上升到1.45。妇女的生育年龄也发生了改变。1990年23岁的妇女拥有孩子的数量最多，2010年这一数字被推迟到了30岁。另外根据联邦统计局的报告，德国是欧洲少子化最严重的国家，8100万人口中只有16.5%的年龄小于18岁。尽管生育率有回升的态势，德国的少子化程度仍然名列世界前茅。
在很多方面，德国都是一个非常适合养育儿女的国家。比如德国有超过150个法律条文来保证带薪产假、儿童医疗等家庭福利的实施。然而这些政策似乎只是让来自土耳其和东欧国家的外来移民享受到了好处，本国人的生育愿望一直未能大幅提升。德国《父母》杂志在2011年发起的少子化课题调查显示：
- 有1000名没有小孩的男性和女性接受了访问，他们的年龄主要集中在25-45岁之间。
- 年龄在25-29岁的受访者大多表示，他们没有小孩的原因是“希望先有稳定的物质基础”，该比例达到79%，表示要先获得良好教育的达到67%。
- 30-40岁的受访者中，57%的人表示是因为“没有合适的伴侣来一起抚养小孩”，同样理由在40岁以上人群的比例达到61%。
- 所有的受访者中86%的人同意“害怕失去工作”也是其中一个原因。81%的受访者还认为“当代社会拥有体面工作比建造自己的家庭更有价值”的观点也是影响出生率的一个因素。
- 还有79%的人同意，他们的生活即使没有孩子也已经“够复杂和困难”了。

### 美國
- 美國大學學院退場：少子化導致美國的大學與學院的新生入學率隨生育率逐年下降，許多大學與學院因為招不到足夠的新生，被迫關校退場。

### 中華人民共和國
- 中華人民共和国计划生育
- 中国老龄化

### 巴西
巴西地理统计局于2014年发布的统计数据显示，过去14年间，巴西妇女生育率下降了26%。2000年，平均每名巴西妇女生育2.39名子女，而2013年却减少到平均生育1.77名子女。这是巴西政府原本预测到2043年才会达到的指数，和英国、荷兰等发达国家已经相差不大。同时，巴西选择不生育的女性比例也在上升，特别是白人女性、生活在南部和东南部的女性以及高学历女性不生育者居多。
台湾中央社的相关报道指出，营养改良、节育成功及医学进步，造成巴西年老人口日益增加，家庭趋向少子化。2050年，巴西80岁以上的人口将会接近1400万人。这样的结果可能造成：劳动者必须延长缴纳社福捐的时间，才能够领到相当的退休金，而这都是因为有经济活动能力的人口将减少。据巴西地统局预测，2050年，巴西劳动人口和退休人口的比例将会达到3:1，但理想的平衡比例是5:1。 
美国《国家地理》杂志的相关文章指出，尽管巴西占主导地位的罗马天主教禁止信徒堕胎，巴西政府也从未实行过任何节制生育的政策，但由于城市化的迅速发展、女性地位的快速提高及避孕药的合法化使得巴西的传统大家庭在短时间内解体，只有一两个子女的小家庭被大众所接受，政府大力推进的健康保险制度使得“养儿防老”已无必要，对高成本的精致生活的追求更使得女性的生育愿望日渐淡薄，多种因素令巴西的少子化问题逐渐严重。